# Passage Balthus
Le passage Balthus (anciennement passage couvert de la Halle, et parfois passage de la Terrasse) est une galerie marchande couverte d'Autun, en France.

## Situation et accès
Le passage Balthus relie la rue Général-André-Demetz (voie marquant le bord sud de la place du Champ-de-Mars) à la rue des Cordiers. Il s'agit d'une galerie rectiligne au décor néo-Renaissance et surmontée d'une verrière.
Au centre du passage s'élève la sculpture d'un chien briard, œuvre de la sculptrice autunoise Paulette Latouche.

## Historique
Le passage correspond à une halle à ciel ouvert, construite en 1737 sous la direction de l'architecte François Franque, puis transformée en passage couvert en 1848 par l'architecte Palluet. Ce dernier n'en conserve que la façade sur la place du Champ-de-Mars.
Le passage est inscrit comme site le 31 octobre 1967, puis comme monument historique le 29 octobre 1975.
Le passage porte depuis 2008 le nom du peintre Balthus.